# Kościół św. Andrzeja Boboli w Dubeninkach
Kościół świętego Andrzeja Boboli – rzymskokatolicki kościół parafialny należący do dekanatu Filipów diecezji ełckiej.
Budowa świątyni rozpoczęła się w 1822 roku. Następnie budowla została odrestaurowana i nieco przebudowana w 1879 roku, została zbudowana wtedy wieża na miejscu poprzedniej.
Wnętrze kościoła ma charakter halowy, znajdują się w nim dwa balkony: chórowy i boczny. W ołtarzu głównym jest umieszczony obraz przedstawiający świętego Andrzeja Bobolę. Na prezbiterium jest umieszczona zabytkowa ambona oraz ołtarz soborowy, wykonane z drewna. W ołtarzu bocznym są umieszczone płaskorzeźby świętego Marcina i świętego Huberta.